# DPMO
 (mars 2025).
Si vous disposez d'ouvrages ou d'articles de référence ou si vous connaissez des sites web de qualité traitant du thème abordé ici, merci de compléter l'article en donnant les références utiles à sa vérifiabilité et en les liant à la section « Notes et références ».
Defects per million opportunities (DPMO) (en français : « défauts par millions d'opportunités ») est l'un des indicateurs utilisés dans la méthode Six Sigma. Il représente le nombre de défaillances ou de pièces avec défauts par millions d'unités prises en compte (Possibilités de défauts). 
{\displaystyle DPMO={\frac {Nombre\ de\ defauts}{Taille\ de\ l'echantillon*Nombre\ d'opportunites\ de\ defaut\ par\ unite}}\times 1000000}

## Exemple
Pour une fabrication d'ampoules, un DPMO de 3,4 correspond à 3,4 ampoules défaillantes pour chaque lot de 1 000 000 d'ampoules fabriquées. Cela correspond à un écart entre la moyenne et la limite de tolérance la plus proche de six écart-types, qui s'écrit: 6σ (six sigma). 

## Utilisation
DPMO est une mesure utilisée en Management de la qualité, ainsi qu'en Amélioration continue, où 3,4 DPMO = 6 Sigma est une définition majeure de la méthode Six-Sigma.
Par abus de langage, le milieu automobile nomme « ppm » le DPMO.